# 水野敏雄
水野 敏雄（みずの としお、1893年 - 1981年）は、日本の教育学研究者。島根大学第4代学長。

## 来歴
東京市に生まれる。1911年、第一高等学校入学、1914年、東京帝国大学文科大学哲学科入学。1920年、山口高等学校（現・山口大学）教授。1927年、東京女子高等師範学校（現・お茶の水女子大学）教授。1937年、文部省教学局指導部指導課長。1945年、岡崎高等師範学校（現・名古屋大学教育学部）校長。1950年に公職追放を受ける。日本育英会理事、理事長を経て、1962年から1968年まで島根大学学長。